# Макаревич Дмитро Анатолійович
Дмитро Анатолійович Макаревич (1997—2022) — старший солдат Державної прикордонної служби України, учасник російсько-української війни, який загинув під час російського вторгнення в Україну.

## Життєпис
Народився 29 листопада 1997 року в м. Вараш Рівненської області. У 2002 році разом із мамою переїхав у с. Кропивну Золотоніського району Черкаської області. Тут закінчив 11 класів Кропивнянської школи, вступив до Золотоніського професійного ліцею, де здобув професію водія. По завершенні — працював у компанії «Кернел». У 2018 році пішов на службу до лав Збройних Сил України. Після строкової служби повернувся до роботи в компанію. У 2021 році створив власну сім'ю.
З початком російського вторгнення в Україну в 2022 році пішов захищати українську землю, служив у Державній прикордонній службі України. Загинув 14 травня 2022 року в результаті ворожого артилерійського обстрілу вогневих позицій на передньому краю оборони Донецької області.
Похований у с. Кропивна на Черкащині.

## Нагороди
- орден «За мужність» III ступеня (17.11.2022) (посмертно) — за особисту мужність і самовіддані дії, виявлені у захисті державного суверенітету та територіальної цілісності України, вірність військовій присязі.[4]